# Ciril Rozman Borstnar
Ciril Rozman Borstnar (Liubliana, Eslovenia, 19 de junio de 1929), catedrático de Medicina y profesor Emérito de la Universidad de Barcelona. Es un referente internacional en el mundo del trasplante de medula ósea y de la lucha contra la leucemia linfática crónica. Con quince años huyó de su país, ocupado por las tropas soviéticas al final de la Segunda Guerra Mundial, y en abril de 1948 se estableció en Barcelona.
Ciril Rozman lideró en 1976 el primer trasplante alogénico de medula ósea en España. 
Tomó la dirección editorial del manual de Medicina Interna iniciado por A. V. Domarus de manos de su maestro el Prof. Farreras Valentí, que pasó a denominarse “Farreras-Rozman” y se ha convertido en un clásico de referencia en el estudio de la Medicina Interna y sus ramas en todo el territorio de habla hispana. 
Desde 1990 es miembro numerario de la Real Academia de Medicina de Cataluña y entre el 2001 y 2003 fue presidente del Consell Assessor de Sanitat, del Departamento de Sanidad y Seguridad Social de Cataluña.

## Premios
- 1986 Medalla Narcís Monturiol de la Generalidad de Cataluña por su méritos científicos.
- 1990: Creu de Sant Jordi de la Generalidad de Cataluña por la creación de uno de los mejores Departamentos de Medicina en España y por la investigación en Hematología.
- 1995: Premio Rey Jaime I de Medicina Clínica de la Generalidad Valenciana por su trabajo en el campo del trasplante e inmunología.
- 1995: Encomienda Alfonso X el Sabio del Ministerio de Educación y Ciencia.
- 1996: Embajador de la República de Eslovenia para la Ciencia.
- 1997: Doctor honoris causa por la Universidad de Granada.
- 1998: Medalla Josep Trueta de la Generalidad de Cataluña por sus méritos en el campo del ámbito sanitario.
- 1999: Primer galardonado por la European Hematology Association/José Carreras Award por su contribución científica en el campo de la Hematología y, particularmente, del Trasplante de progenitores hemopoyéticos.
- 2000: Premio Internacional Girolamo Cardano, del Rotary Club Pavia (Italia).
- 2003: Premio Jordi Gol i Gurina a la trayectoria profesional y humana, de la Academia de Ciencias Médicas de Cataluña y Baleares.
- 2003: Miembro de Honor de la Academia de Ciencias Médicas de Cataluña y Baleares.
- 2003: Miembro honorario de la Sociedad Catalana de Neurología.
- 2004: Doctor honoris causa por la Universidad de Salamanca.
- 2005: Homenot Nacional de la XVI edición de los Premios de la Fundació Avedias Donabedian (FAD).
- 2005: Presidente Honorario del Internacional College of Internal Medicine.
- 2005: Premio a la Excel·lència professional (categoría “Educació Mèdica”) concedido por el Consell de Col·legis de Metges de Catalunya.
- 2006: Homenaje de la Asociación Española de Hematología y Hemoterapia.
- 2006: Insignia de Oro del Hospital Clínico y Provincial de Barcelona.
- 2006: Visitante Ilustre de la Ciudad de Salamanca.
- 2007: Académico de Honor (Electo) de la Real Academia de Medicina de las Islas Baleares.
- 2008: Académico de Honor por unanimidad de la Real Academia de Medicina y Cirugía de Murcia.
- 2008: Creación por la Junta Directiva de la Sociedad Española de Medicina Interna (SEMI) del Premio Ciril Rozman, 2008.
- 2008: Libro Homenaje. Maldonado J, Rutllant M (Coordinadores): Ciril Rozman. El reto asumido. Fundación Medicina y Humanidades Médicas, Barcelona.
- 2009: Premio V de Vida como Científico otorgado por unanimidad por el Consejo Ejecutivo de la Asociación Española contra el Cáncer "por su trayectoria profesional y humana que ha contribuido a la mejora del tratamiento y de la atención integral del enfermo de cáncer".
- 2011: Doctor honoris causa por la Universidad Católica de Valencia San Vicente Mártir (UCV).